# Klarinetspilleren
|  | Denne artikel er oprettet af botten Steenthbot ud fra en ekstern database. Den kan derfor have sproglige fejl eller mangler. Denne skabelon kan fjernes efter kontrol af indholdet. |

Klarinetspilleren er en dansk animationsfilm fra 1920 instrueret af Robert Storm Petersen.

## Handling
En mand kigger sig omkring og ser en hund i en skraldespand, hvorefter hans næse vokser sig til en klarinet, som han spiller på for hunden.